# 三齿鱼黄草
三齿鱼黄草（学名：Merremia tridentata）是旋花科鱼黄草属的植物。其种加词“tridentata”来源于拉丁文“tri-”和“dentatus”，意为“三”和“齿状”。分布于马来西亚、马斯克林群岛、热带亚洲、锡兰、热带非洲、印度等地。
现接受名为戟葉菜欒藤原变种（Xenostegia tridentata subsp. tridentata, 1980）。

## 别名
三齿茉栾藤（云南热带亚热带植物区系报告）